# Jamska Kopa
Jamska Kopa (słow. Jamská kopa) – wzniesienie o wysokości 2079 lub 2070 m n.p.m. w słowackich Tatrach Wysokich. Znajduje się w grani bocznej zwanej Jamską Granią, odchodzącej na południe od wierzchołka Krótkiej. Od Małej Krótkiej oddzielone jest siodłem Jamskiej Przełęczy.
Jamska Kopa ma dwa wierzchołki, rozdzielone Jamskim Karbem (Jamský zárez). W północnej grani wzniesienia, opadającej na Jamską Przełęcz, znajduje się Skrajna Jamska Turniczka (Predná jamská vežička), od szczytu oddzielona Małą Jamską Przehybą (Malá jamská priehyba).
Jamska Kopa jest ostatnim szczytem w Jamskiej Grani. Jej podnóża zasłane są piargami i złomami, natomiast kopuła szczytowa jest skalista i trawiasta. U podnóża kopy znajdują się dwa małe stawki, są to Skryty Stawek i Zatracony Stawek. Nie prowadzą na nią żadne znakowane szlaki turystyczne, ponieważ znajduje się w rezerwacie ścisłym TANAP-u, którym objęta jest cała Dolina Ważecka. Pierwsze wejścia na Jamską Kopę nie są znane, najprawdopodobniej dokonywali ich myśliwi, z racji jej łatwej dostępności.
Nazwa Jamskiej Kopy pochodzi od tarasu zwanego Jamami. Jamska Kopa bywa niekiedy błędnie nazywana Zadnim Handlem.

## Przypisy

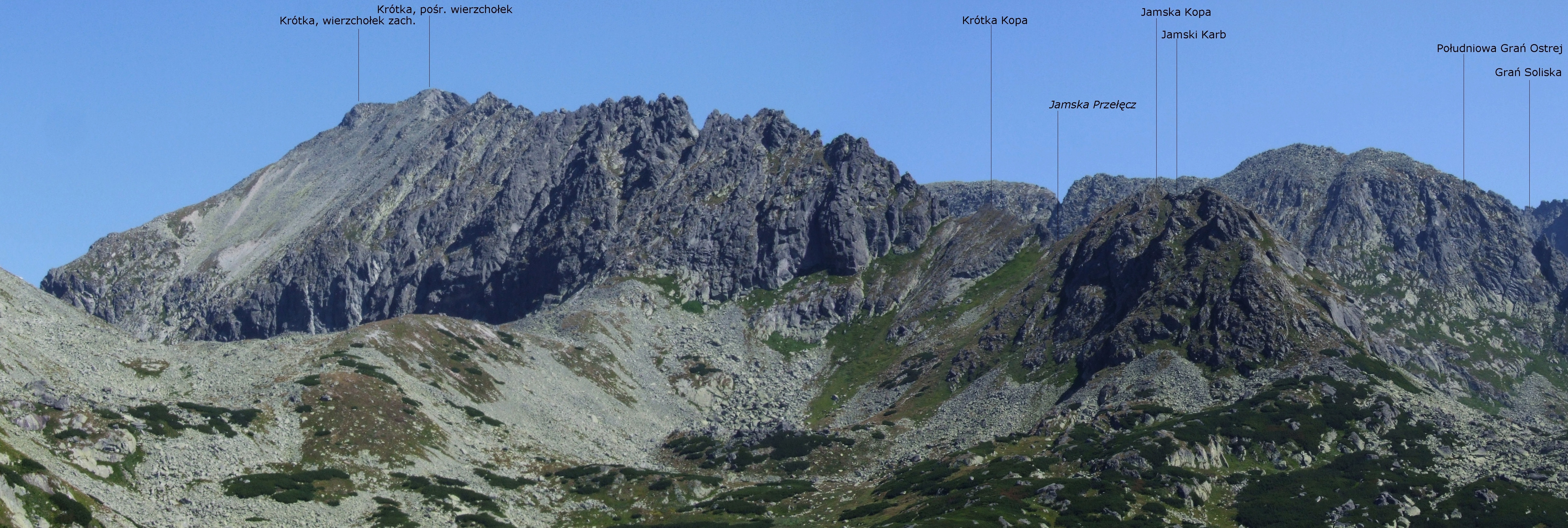
Jamska Grań i Jamska Kopa. Widok z Pawłowego Grzbietu